# Château d'Yverdon
Le château d'Yverdon est un ancien château fort du XIIIe siècle qui se dresse sur la commune d'Yverdon-les-Bains dans le canton de Vaud, en Suisse.
Depuis 1830, le château abrite le musée d'Yverdon et région. De nos jours, le château est également utilisé pour les expositions temporaires du musée suisse de la Mode.
Le château-musée fait l'objet d'une inscription sur la liste de l'Inventaire suisse des biens culturels d'importance nationale et régionale en catégorie A au titre d'objet multiple et de musée.

## Situation
Le château d'Yverdon est situé dans le canton de Vaud sur la commune d'Yverdon-les-Bains.

## Histoire
Le château a d'abord été habité par les seigneurs savoyards. Il se composait alors d'une grande tour circulaire bâtie, vers 1235, par Amédée III de Montfaucon-Montbéliard, sire d'Orbe. En 1260, Amédée III, vend Yverdon à Pierre II de Savoie, et ordonne à ses vassaux de faire hommage à ce comte. Amédée était le frère de Richard de Montbelliard qui avait été au service de Pierre II de Savoie en Angleterre. Les liens familiaux anglais de Pierre, en particulier avec Richard qui était alors roi des Allemands, et sa récente construction du château de Pevensey dans le Sussex ont été importants dans l'acquisition et le développement d'Yverdon.
Le château de plan quadrangulaire a été construit de 1260 à 1265 par les maçons Jean et Jacques de Saint-Georges, père et fils, sur ordre du comte Pierre II de Savoie, pour protéger la ville.
En 1298, le dimanche après la saint Mathieu, par un acte daté de Mont-Bonnot : « Béatrice de Faucigny, fille de Pierre II de Savoie, du consentement de son mari le Dauphin Guigues VII de Viennois (Humbert d'Albon), restitue à son très-bien-aimé cousin, Jean Ier de Montfaucon, fils d'Amey (Amédée), le château d'Yverdon, la ville et la châtellenie, leurs appendances et appartenances, sans autre réserve que celle du fief ».
À partir de la conquête bernoise en 1536, le château devient le chef-lieu du bailliage d'Yverdon de l'État-ville de Berne et sert de résidence aux baillis jusqu'en 1798.
Reconstruite après un effondrement en 1605, la tour sud-ouest est appelée « tour des Juifs » en souvenir d'une évasion, en juillet 1702, restée dans les mémoires. Deux commerçants juifs s'en échappèrent à l’aide d’un complice, qui leur avait fourni une clé et une lime pour l’adapter à la serrure de leur geôle. Une échelle subtilisée par leur acolyte, leur permit de franchir les obstacles. Après avoir rejoint Concise en barque, ils prirent la route de Neuchâtel, où ils furent finalement arrêtés. Les fameux Juifs furent libérés contre une forte somme d’argent et leur complice, un temps condamné à la pendaison, fut fouetté, marqué au fer rouge, puis banni du sol bernois.
En 1805, alors que le pays de Vaud a obtenu un statut de canton à part entière, la ville d'Yverdon achète le château au canton. Johann Heinrich Pestalozzi, qui est déjà un pédagogue renommé, y installe son institut de 1805 à 1825. Le château accueille ensuite des classes de 1838 à 1974. Le château est restauré vers 1920 par l'architecte Otto Schmid, puis à nouveau dès 1956 sous la direction de l'architecte Pierre Margot.

## Description
Le château d'Yverdon est un édifice de plan quadrangulaire dit « carré savoyard » de 40 × 48 mètres de côté flanqué par des tours circulaires. Construit sur des alluvions fluviaux-lacustres, la défense naturelle du site était assurée par la rivière Thièle. Un pont-levis permettait de la franchir au niveau de la porte orientale du bourg dont les murailles venaient se greffer sur le château.
Une étude menée par Daniel de Raemy a mis en évidence les nombreuses similitudes architecturales entre le château d'Yverdon et le donjon de Semur-en-Auxois. Les tours de ces deux châteaux sont en effet non pas couronnées de simples créneaux mais de baies-créneaux, fermées par des volets de siège à Yverdon, à linteau soutenus par des coussinets qui semble démontrer que dès l'origine les tours étaient couvertes. Les tours ainsi que le couronnement des courtines étaient dotés de hourds ; construits sur des poutres rétractables, ils complétaient l'appareil défensif en temps de guerre. Les charpentes actuelles des tours datent de la fin du XVe siècle ; celles d'origines devaient être plus trapues. Le château était également précédé par de très fortes braies, aujourd'hui totalement disparues, qui en complétaient la protection. À noter que ce dispositif défensif était en 1260 considéré comme novateur.